# Robledillo de Trujillo
Robledillo de Trujillo ist ein südwestspanisches Dorf und eine Gemeinde (municipio) mit 368 Einwohnern (Stand: 2024) in der Provinz Cáceres (Extremadura). 

## Lage und Klima
Robledillo de Trujillo liegt im Süden der Provinz Cáceres in einer Höhe von knapp 500 m. Die Entfernung zur Hauptstadt Cáceres beträgt 37 km (Fahrtstrecke) in nordwestlicher Richtung. 
Das Klima ist meist warm und trocken; der eher spärliche Regen (ca. 485 mm/Jahr) fällt hauptsächlich im Winterhalbjahr.

## Bevölkerungsentwicklung
| Jahr      | 1970 | 1981 | 1991 | 2001 | 2011 | 2021 |
| Einwohner | 985  | 646  | 553  | 476  | 414  | 364  |

## Sehenswürdigkeiten

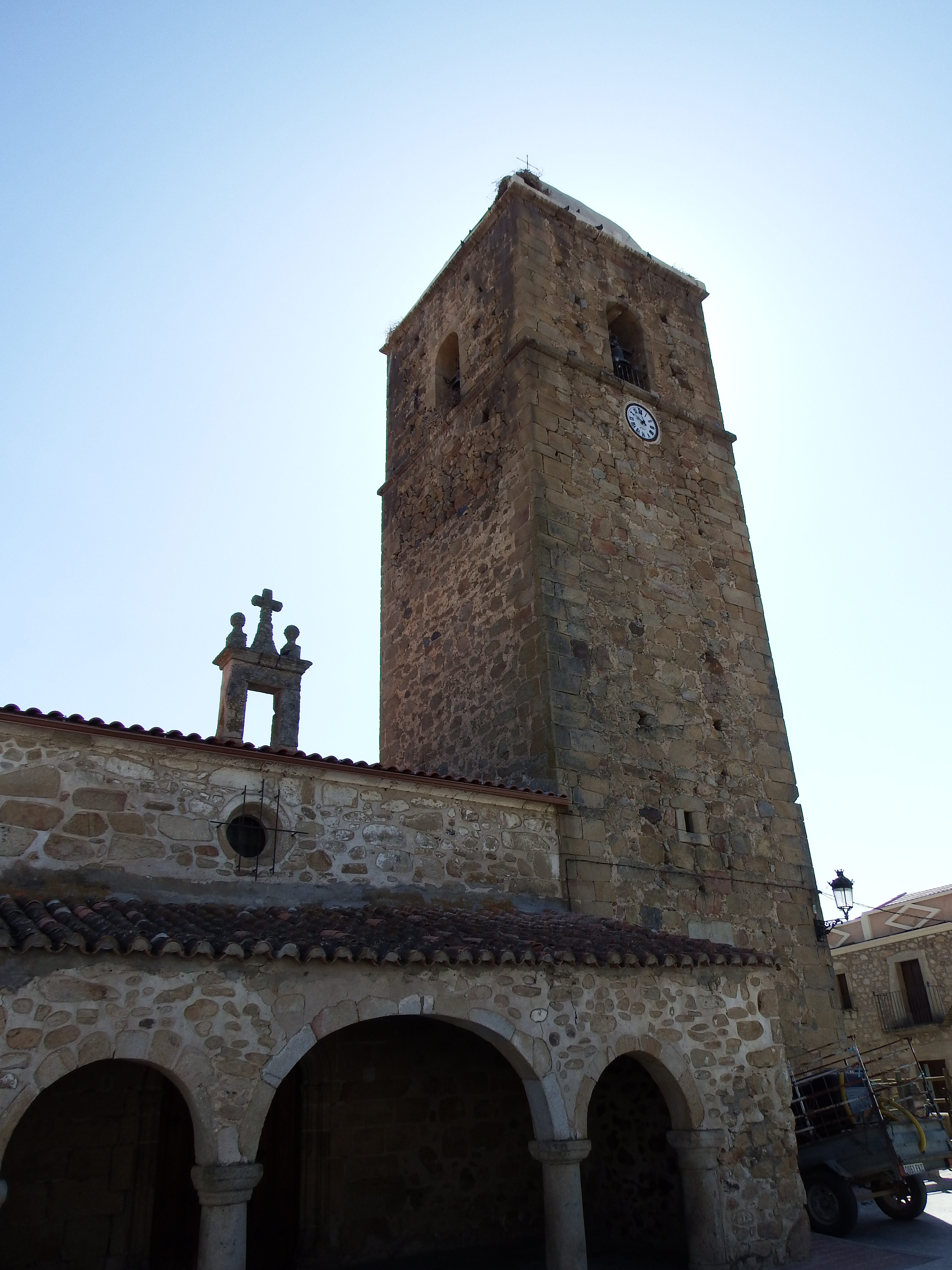
Peterskirche
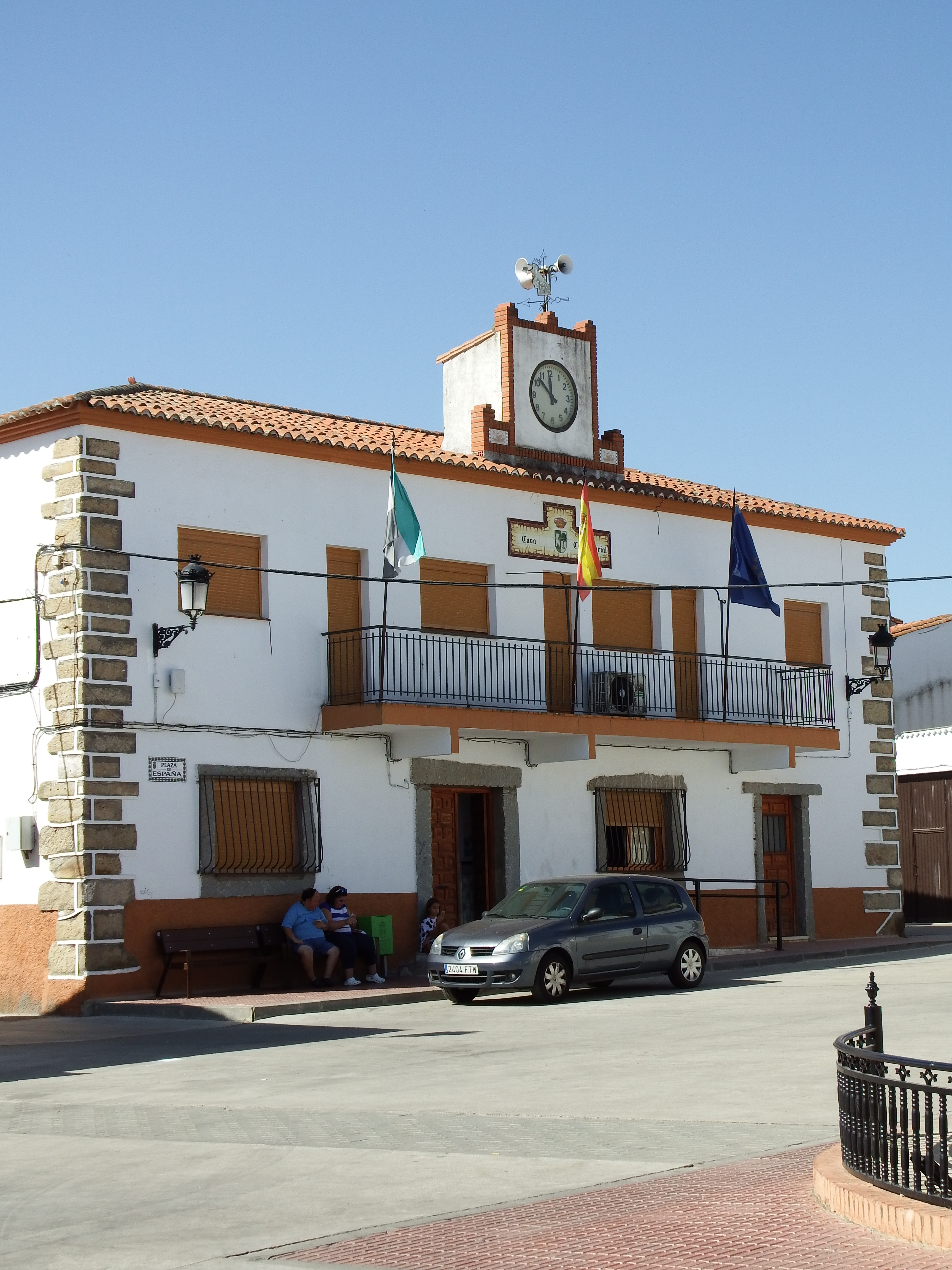
Rathaus

- Peterskirche
- Rathaus